# Tom Brady
Thomas Edward Patrick Brady, Jr. (San Mateo, California, 3 de agosto de 1977), más conocido como Tom Brady, es un exjugador profesional y comentarista de fútbol americano. Jugaba en la posición de quarterback y desarrolló su carrera en los New England Patriots y los Tampa Bay Buccaneers de la National Football League (NFL).
Brady jugó al fútbol americano universitario cuatro años en los Michigan Wolverines antes de ser elegido por los Patriots en la sexta ronda (puesto 199 global) del Draft de la NFL de 2000. Tras un año como suplente de Drew Bledsoe, se hizo con el puesto de titular en 2001. A partir de ahí llevó a los Patriots a ganar seis títulos de Super Bowl, nueve títulos de la American Football Conference y diecisiete títulos de la AFC Este, todo ello bajo el mando de Bill Belichick como entrenador jefe. En 2020 fichó por los Buccaneers, con los que ganó la Super Bowl LV en su primer año en el equipo.
En el apartado individual, además de sus siete anillos de campeón de Super Bowl, Brady ha sido MVP de la NFL en tres ocasiones y MVP del Super Bowl en cinco (récord). También ha sido seleccionado quince veces para el Pro Bowl (récord) y seis veces para los equipos All-Pro (tres en el primero y tres en el segundo). Es el quarterback que más partidos ha ganado en la historia de la NFL, siendo el único que ha superado las 200 victorias, y es el líder histórico de la liga en yardas de pase, pases de touchdown y pases intentados y completados. Debido a sus múltiples logros y marcas individuales, está considerado tanto por compañeros de profesión, analistas y aficionados como el mejor jugador en la historia del fútbol americano profesional.

## Biografía
Tom Brady nació en San Mateo (California), a pocos kilómetros de San Francisco, el 3 de agosto de 1977. En los años 80 asistió a numerosos partidos de los San Francisco 49ers, donde se volvió fanático del quarterback Joe Montana. Brady ha mencionado que desde entonces Joe Montana se convirtió en su inspiración y lo ha calificado como uno de sus ídolos. En su juventud tuvo la oportunidad de presenciar el pase de Montana a Dwight Clark, lance al que se conoce como The Catch. Trató de participar en el draft de la NFL, pero no fue tomado en cuenta por los San Francisco 49'ers.
Posteriormente, se graduó en la escuela superior Junípero Serra High School en San Mateo, California. En 1995, después de jugar en la posición de receptor en la escuela secundaria, fue reclutado en la ronda número dieciocho del draft de las Grandes Ligas de Béisbol por el equipo Montreal Expos.
Después de su retiro como jugador, Brady anunció que se convirtió en socio de Las Vegas Raiders.En mayo de 2024 hará su debut como comentarista deportivo para la cadena Fox Sports.
Es graduado en Estudios Generales por la Universidad de Míchigan.

## Carrera

### Universidad
Brady jugó fútbol americano universitario en la Universidad de Míchigan, donde se graduó con la mención honorífica cum laude. Fue jugador de reservas durante sus primeros dos años en los Michigan Wolverines, mientras que su compañero de equipo y futuro quarterback de la NFL Brian Griese dirigía a los Wolverines a que obtuviesen un triunfo en el Campeonato nacional de fútbol americano, en 1997. Cuando Brady ingresó en la Universidad de Míchigan, se encontraba en el séptimo lugar de la tabla de posiciones y tuvo que librar una intensa lucha para obtener tiempo de juego. A tal punto que tuvo que contratar a un psicólogo de deportes para que le ayudase a sobrellevar la frustración e inquietud que estaba experimentando, y hasta consideró transferirse, desilusionado por lo que consideraba una falta de oportunidad. Brady peleó por alcanzar la posición número uno de quarterback con Drew Henson, y se mantuvo como titular en las temporadas de 1998 y 1999 bajo la supervisión del entrenador de Míchigan Lloyd Carr. Durante su primer año como iniciador de juego, marcó el récord de Míchigan por el mayor intento de pases (350) y finalizaciones de pases (214), en una sola temporada. Brady se solidificó como uno de los mejores pasadores de la nación, recibiendo así el honor de formar parte del equipo ideal de la conferencia de los Diez Grandes (en inglés, "All-Big Ten") durante ambas temporadas y como capitán del equipo en su último año universitario. Los Wolverines triunfaron en veinte de veinticinco partidos, cuando empezó y compartió el título de la Conferencia de los diez grandes en 1998. Brady esa temporada con un triunfo sobre los Arkansas Razorbacks en el Citrus Bowl de Florida. En la temporada de 1999, llevó a Míchigan a un triunfo en el Orange Bowl sobre Alabama, logrando acumular 369 yardas y cuatro touchdowns por aire. Se encuentra en la tercera posición del ranking en la historia de la Universidad de Míchigan con 442 pases completos de 710 intentos.

#### Estadísticas
|         | Denota temporada en la que fue campeón nacional |
| Negrita | Máximo de carrera                               |

| Año   | Equipo   | Partidos | Partidos | Partidos | Pase | Pase | Pase | Pase   | Pase | Pase | Pase  | Carrera | Carrera | Carrera | Carrera |
| Año   | Equipo   | PJ       | PT       | Récord   | Cmp  | Att  | Pct  | Yardas | TD   | Int  | Rtg   | Att     | Yardas  | Avg     | TD      |
| ----- | -------- | -------- | -------- | -------- | ---- | ---- | ---- | ------ | ---- | ---- | ----- | ------- | ------- | ------- | ------- |
| 1996  | Michigan |          |          |          | 3    | 5    | 60.0 | 26     | 0    | 1    | 63.7  | —       | —       | —       | —       |
| 1997  | Michigan |          |          |          | 12   | 15   | 80.0 | 103    | 0    | 0    | 137.7 | 2       | −14     | −7.0    | 0       |
| 1998  | Michigan |          |          |          | 200  | 323  | 61.9 | 2,427  | 14   | 10   | 133.1 | 54      | −105    | −1.9    | 2       |
| 1999  | Michigan |          |          |          | 180  | 295  | 61.0 | 2,217  | 16   | 6    | 138.0 | 34      | −31     | −0.9    | 1       |
| Total | Total    |          |          |          | 395  | 638  | 61.9 | 4,773  | 30   | 17   | 134.9 | 90      | −150    | −1.7    | 3       |

### NFL

#### New England Patriots

##### 2000: Suplente de Drew Bledsoe
Tom fue escogido por los New England Patriots en la sexta ronda del Draft de la NFL del año 2000 en el puesto 199 global. Seis quarterbacks fueron seleccionados antes que él: Chad Pennington, Giovanni Carmazzi, Chris Redman, Tee Martin, Marc Bulger y Spergon Wynn. Brady y su familia pensaban que saldría elegido en la segunda o en la tercera ronda y se mostraron especialmente decepcionados con que los San Francisco 49ers, el equipo del que era seguidor cuando era niño, apostaran por Carmazzi en lugar de por él. La elección de Brady por parte de los Patriots está considerada como el mayor robo de la historia de la NFL. Robert Kraft, dueño de la franquicia de Massachusetts, declaró en 2012 que en su primer encuentro con él, este le dijo «Soy la mejor decisión que esta organización ha tomado jamás».
Brady jugó su primer encuentro con New England en el partido homenaje a la clase del año 2000 del Salón de la Fama del Fútbol Americano Profesional, entre los que se encontraba su ídolo de juventud Joe Montana. Los Pats se impusieron por 14-0 a los 49ers, cuyo QB ese día fue Giovanni Carmazzi. Su debut como profesional se produjo el 23 de noviembre ante los Detroit Lions en el Pontiac Silverdome.

##### 2001: Titular y su primer anillo
Brady fue promovido a quarterback titular el 23 de septiembre de 2001, después de que Drew Bledsoe sufriese una hemorragia interna al ser placado por el linebacker de los New York Jets, Mo Lewis, durante el encuentro de la segunda semana. En sus dos primeros juegos, tuvo índices de pasador poco espectaculares de 79.6, en la victoria 44–3 sobre los Indianapolis Colts, y de 58.7, en la derrota 30-10 sobre los Miami Dolphins. Brady jugó mucho mejor en el segundo partido contra los Colts, con un índice de pasador de 148.3 en la victoria por 38–17. Los Patriots ganaron once de catorce juegos con Brady como titular, calificando a postemporada. Brady terminó con 2843 yardas, con dieciocho touchdowns, y doce intercepciones, siendo seleccionado para el Pro Bowl.
En el primer juego de postemporada de su carrera, contra los Oakland Raiders, lanzó para 312 yardas, y llevó a los Patriots a superar un déficit de diez puntos en el último cuarto, logrando empatar el juego y extenderlo a tiempo suplementario, donde ganaron con un gol de campo de Adam Vinatieri.
En el juego de campeonato de la AFC, contra los Pittsburgh Steelers, se lesionó la rodilla, y tuvo que ser substituido por Bledsoe. Los Patriots ganaron el juego y consiguieron su boleto al Super Bowl XXXVI contra los Rams.
En el Super Bowl XXXVI, con 1:21 minutos de tiempo restante y el partido empatado, los Patriots tenían el balón dentro de su yarda quince, sin tiempos muertos. En ese momento, el narrador y antiguo campeón del Super Bowl John Madden sugirió durante la transmisión del partido que los Patriots jugasen de forma segura y agotaran el tiempo de juego restante, para tratar de ganar el juego en tiempo suplementario. En lugar de hacer eso, Brady llevó a la ofensiva de los Patriots hasta la yarda 31 de los Rams y detuvo el reloj de juego faltando solamente siete segundos. Los Patriots ganaron el juego con otro gol de campo de Vinatieri. Brady fue nombrado como MVP del Super Bowl XXXVI lanzando para 145 yardas, con un touchdown, sin intercepciones, convirtiéndose en ese entonces en el quarterback más joven en ganar un Super Bowl.

##### 2002: Fuera de Playoffs
Brady y los Patriots tuvieron un récord de 9-7, empatando con los New York Jets y los Miami Dolphins como la mejor marca de la división, sin embargo, los Jets ganaron la división con el desempate, y los Patriots se perdieron la postemporada.
Aunque tuvo el índice de pasador más bajo de su carrera (85.7), lideró la liga con veintiocho pases de touchdown, y tuvo 921 yardas más que la temporada anterior, pero sus catorce intercepciones son la marca más alta de su carrera. Brady jugó la segunda parte de la temporada con una lesión en el hombro, y el entrenador en jefe de los Patriots Bill Belichick dijo que si los Pats hubiesen llegado a playoffs, Brady no hubiera podido jugar en el primer juego.

##### 2003: Segundo anillo
En la temporada 2003, tras empezar con un récord de 2-2, llevó a los Patriots a ganar doce juegos consecutivos, consiguiendo el título de la División Este de la AFC. Estadísticamente, su mejor juego fue contra Buffalo, cuando consiguió el índice más alto de la temporada con 122.9 puntos. Brady finalizó con 3620 yardas por aire, con veintitrés touchdowns, y fue segundo en la votación para MVP, por detrás de los ganadores Peyton Manning y Steve McNair. En las primeras dos rondas de los playoffs, los Patriots derrotaron a los Tennessee Titans y a los Indianapolis Colts. El 1 de febrero de 2004, llevó a los Patriots a una victoria con un marcador de 32-29 sobre los campeones de la NFC, los Carolina Panthers, en el Super Bowl XXXVIII y fue nombrado como el Super Bowl MVP por segunda ocasión. Durante el juego, lanzó para 354 yardas con tres touchdowns y estableció el récord de más pases completos en un Super Bowl con 32. Con el marcador empatado a veintinueve y 1:08 restante en el reloj, Brady llevó una serie ofensiva que permitió a los Patriots ponerse en posición para ganar el juego con un gol de campo.

##### 2004: Tercer título

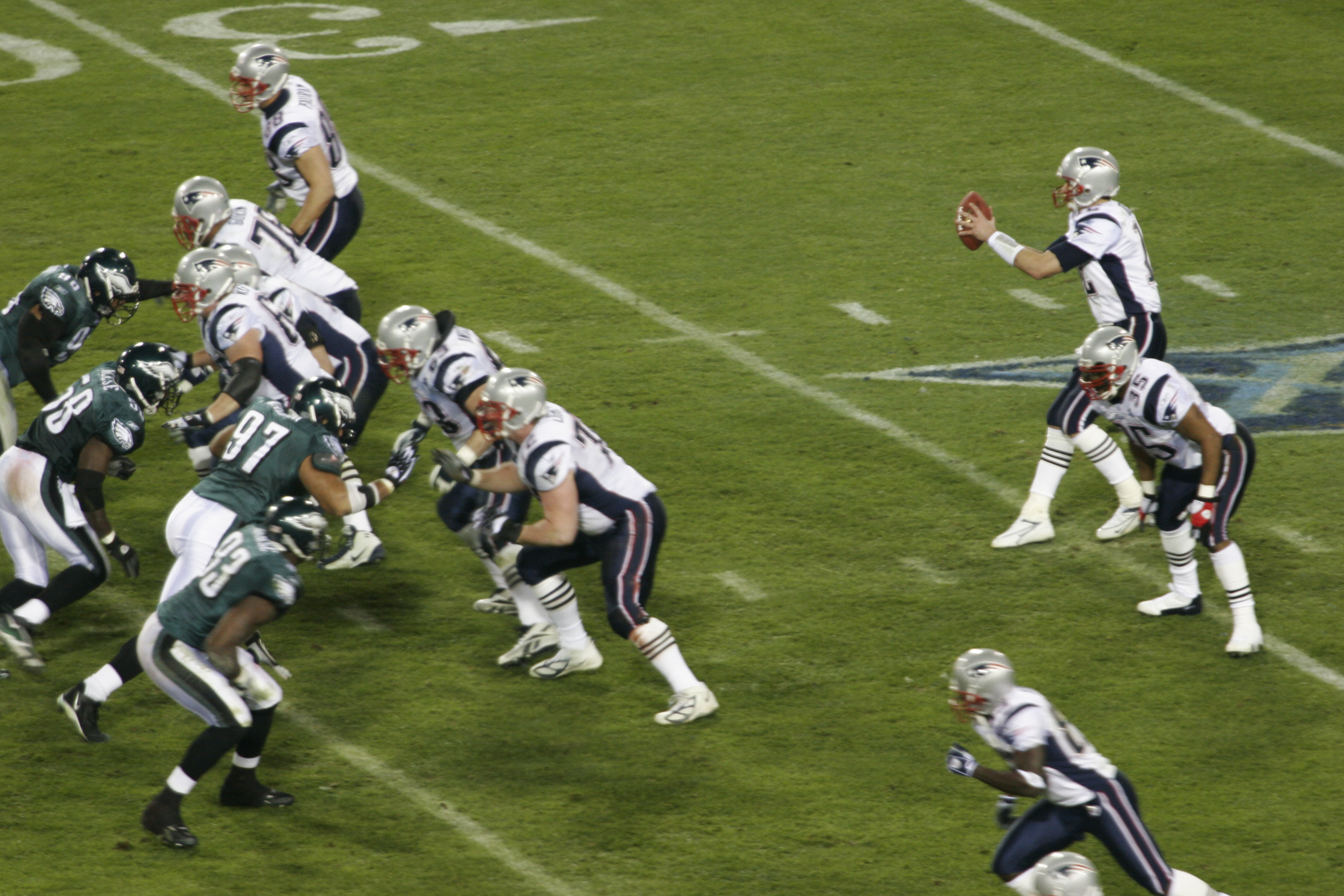
Brady durante el Super Bowl XXXIX

Durante la temporada 2004, ayudó a los Patriots a establecer un récord de la NFL con veintiún juegos ganados de manera consecutiva desde la temporada pasada. El récord de New England 14-2 empató el de la temporada 2003. Los Patriots también consiguieron el título de la División Este de la AFC por tercera vez en cuatro años. Brady lanzó para 3692 yardas y veintiocho touchdowns, con un índice de pasador de 92.6, y fue votado para su segundo Pro Bowl. En los playoffs, ayudó a que los Pats consiguiesen la victoria sobre los Indianapolis Colts y los Pittsburgh Steelers. Es así que jugó su mejor juego contra Pittsburgh, que en ese momento era considerada la mejor defensa de la NFL, a pesar de requerir de medicamentos la noche anterior al partido para tratar su fiebre de 39.5°. Brady tuvo un índice de pasador de 130.5, su más alto de la temporada. El 6 de febrero de 2005, llevó a los Patriots a vencer a los Philadelphia Eagles 24-21 en el Super Bowl XXXIX. Brady lanzó para 236 yardas y dos touchdowns, para conseguir su tercer campeonato de la NFL en cuatro años.

##### 2005
Durante la temporada 2005, los Patriots se vieron forzados a basar su ataque en Tom Brady, debido a las lesiones de los corredores Corey Dillon, Patrick Pass, y Kevin Faulk. Brady se tuvo que ajustar también a un nuevo centro y un nuevo corredor Heath Evans. Los resultados fueron positivos; finalmente terminó la temporada liderando a la liga en yardas por aire con 4110 yardas, y tercero en la liga en touchdowns con veintiséis, tuvo el segundo índice de pasador más alto en su carrera, con 92.3 puntos, pero también empató su récord de intercepciones con catorce. Además corrió para 89 yardas y solo perdió el balón cuatro veces. Brady y los Patriots finalizaron con un récord de 10-6, y obtuvieron su tercer título de la División Este de la AFC de manera consecutiva. Su mejor juego estadísticamente, fue cuando los Pats visitaron a los Atlanta Falcons, en ese juego estableció su índice de pasador más alto con 140.3 puntos.
En los playoffs, llevó a los Patriots a una victoria de 28-3, sobre los Jacksonville Jaguars en la ronda de comodines. Pero, el 14 de enero de 2006, los Patriots perdieron 27–13 contra los Denver Broncos en el INVESCO Field. En dicho partido, Brady lanzó para 346 yardas, con un touchdown y dos intercepciones. Fue la primera derrota en playoff de su carrera. Después de que acabara la temporada, se reveló que estuvo jugando con una hernia deportiva desde diciembre y que debido a la lesión no pudo asistir al Pro Bowl.

##### 2006
Brady llevó a los Patriots a un récord de 12-4 para quedar en cuarto lugar en la AFC, a pesar de que todos sus receptores eran prácticamente nuevos. En la temporada regular lanzó para 3529 yardas, con veinticuatro touchdowns.
En el primer juego de la postemporada, los Patriots enfrentaron a su rival divisional los New York Jets. Dentro de la ronda de comodines los Patriots vencieron a los Jets con un marcador de 37-16, y Brady completó veintidós pases de 34 intentos, para 212 yardas, con dos TDs. En la ronda divisional los Patriots viajaron a San Diego (California) para enfrentar a los Chargers, siendo este su primer juego en el estado que nació. Brady y los Patriots sufrieron contra los Chargers, que eran los favoritos para ganar el Super Bowl XLI. Cuando quedaban ocho minutos en el último cuarto, con los Patriots abajo en el marcador por ocho puntos, Brady puso una serie ofensiva clave que al final decidiría el juego, tras un pase de 49 yardas a Reche Caldwell, un gol de campo de Gostkowski le dio la victoria a los Patriots con el marcador 24-21.
En el juego de campeonato de la AFC los Patriots enfrentaron a los Indianapolis Colts. Los Patriots y los Colts se habían enfrentado dos veces en las últimas tres postemporadas, saliendo los Patriots victoriosos en ambos encuentros, pero en esta ocasión los Colts fueron los ganadores, a pesar de que los Pats tuvieron un gran comienzo y tenían una ventaja de 21-6 en el primer tiempo, los Colts vinieron de atrás en el segundo cuarto, para ganar el partido con el marcador 38-34. Brady tuvo la oportunidad de ganar el juego en la última serie ofensiva del juego, pero este intento acabó con una intercepción en el último minuto del partido.

##### 2007: Un año casi perfecto
Jugando con un muy mejorado grupo de receptores —en la pretemporada 2007, los Patriots adquirieron a los receptores Donté Stallworth, Wes Welker, Kelley Washington y Randy Moss; además del tight end Kyle Brady; y el corredor Sammy Morris— Brady tuvo lo que algunos expertos han descrito como la mejor temporada para un QB en la historia de la NFL. No solo lideró a los Patriots a un récord perfecto en temporada regular de 16–0, superando a sus oponentes en el marcador por un margen mayor de dos a uno, también superó muchos récords, personales, de franquicia, y de la NFL.
En la sexta semana, visitando a los Dallas, estableció una marca personal con cinco touchdowns por aire. La Victoria empató la marca de Roger Staubach, de más victorias para un quarterback en sus primeros cien juegos de temporada regular con 76.
En la séptima semana, en la victoria 49-28 contra los Miami Dolphins en Miami, tuvo otro día de récords, con seis pases de touchdown, estableciendo una marca de franquicia. Además tuvo su primero juego con un índice de pasador perfecto, y el primero en la historia de los Patriots.
En la octava semana, en la victoria 52-7 contra los Washington Redskins, partido en el que jugaron los Patriots como equipo local, lanzó tres touchdowns, estableciendo una marca personal de treinta touchdowns en una temporada. De esta manera superó su antigua marca de veintiocho touchdowns, conseguida en las temporadas 2002 y 2004.
En la novena semana, en la victoria 24-20 contra los Indianapolis Colts, en Indianápolis, lanzó nuevamente para tres touchdowns, para un total de 33 en la temporada. Su touchdown 32.º de la temporada, para Wes Welker, rompió el récord de franquicia de los Pats de Babe Parilli de 31 touchdowns en una temporada. Además fue el noveno juego consecutivo que lanzó tres o más touchdowns, rompiendo el récord de la NFL de Peyton Manning de ocho juegos.
En la decimoprimera semana, después de la semana de descanso de los Patriots, lanzó cinco pases de touchdown en la victoria como locales sobre Buffalo, rompiendo el récord de franquicia de Steve Grogan de más pases de touchdown en su carrera con 185.
En la decimosegunda semana, en una apretada victoria de 31-28 sobre los Philadelphia Eagles, solo lanzó para un touchdown, terminado su racha de tres touchdowns o más en un juego en diez, pero alcanzó las 25.000 yardas por aire en temporada regular durante su carrera.
En la decimotercer semana, en otra apretada victoria de 27-24 sobre los Baltimore Ravens, se convirtió en el cuarto quarterback —después de Kurt Warner, Peyton Manning y Dan Marino (quien lo hizo en dos ocasiones)— en lanzar cuarenta pases de touchdown en una temporada.
En la decimocuarta semana, en la victoria 34-13 sobre los Pittsburgh Steelers, Brady lanzó para cuatro touchdowns, poniéndolo en tercer lugar de todos los tiempos en pases para touchdown en una temporada con 45, solo detrás de Manning con 49 y Marino con 48. Fue su decimoprimer juego con tres touchdowns o más, rompiendo el récord de Marino con diez establecido en 1984. Además alcanzó las 4000 yardas en la temporada por segunda vez en su carrera.
En la decimosexta semana, el tercer touchdown del día de Brady fue el 71.º de esa temporada para los Patriots, rompiendo el récord de la NFL de setenta establecido por los Miami Dolphins en 1984. Además fue su decimosegundo juego con tres touchdowns o más, prolongando su propio récord. También fue al juego número dieciocho de temporada regular ganado por los Patriots, empatando su propio récord establecido entre la temporada 2003 y 2004.
En la decimoséptima semana, lanzó dos pases de touchdown; su segundo fue el número cincuenta de la temporada, rompiendo el récord de Peyton Manning de la temporada 2004 con 49. El pase fue también el veintitrés de Randy Moss, rompiendo el récord de Jerry Rice de veintidós. La victoria consumó la primera temporada regular perfecta de 16–0 en la historia de la NFL, y fue el decimonoveno partido ganado en temporada regular de manera consecutiva, rompiendo su propio récord de dieciocho. Brady terminó el año con 398 pases completos, de 578 intentos, para 4806 yardas (tercer mejor de todos los tiempos), con cincuenta touchdowns (el mejor de todos los tiempos), con tan solo ocho intercepciones, para un índice de 117.2 puntos (segundo mejor de todos los tiempos). Brady fue nombrado como el MVP de la temporada, y también como el mejor jugador ofensivo del año.
En el primer juego de playoffs de los Patriots, en la ronda divisional de la AFC contra Jacksonville, Brady empezó el juego con un récord de postemporada de dieciséis pases completados de manera consecutiva, y terminó el juego con veintiséis pases completos de veintiocho intentos, con un porcentaje de completados de 92.9%, estableciendo el porcentaje más alto en la historia de la NFL con por los menos veinte intentos, en temporada regular o en playoffs, superó la marca Phil Sims de veintidós pases de veinticinco intentos, en el Super Bowl XXI, y la marca de Vinny Testaverde de veintiún pases de veintitrés intentos en 1993 con los Cleveland Browns. Con la victoria los Patriots empataron la marca de los Dolphins, como los únicos equipos en ganar diecisiete juegos consecutivos en una misma temporada.
Estadísticamente, a Brady no le fue bien en el juego de campeonato de la AFC, en la victoria 21-12, sobre los San Diego Chargers, Brady lanzó tres intercepciones (incluyendo su primera intercepción en la zona roja desde la derrota en playoff contra Denver en la temporada 2005). A pesar de ello, los Patriots ganaron su juego número dieciocho de manera consecutiva en la temporada, para lograr avanzar al Super Bowl por cuarta vez en siete temporadas. Brady, estableció un récord de la NFL al conseguir la centésima victoria de su carrera con el menor número de partidos requeridos por un QB: su récord de 100–26, supera con dieciséis partidos la marca de Joe Montana.
En el Super Bowl XLII, Brady fue fuertemente presionado y fue capturado en cinco ocasiones. Los Patriots fueron capaces de obtener la ventaja en el juego, con un touchdown tardío de Brady para Moss, cuando solo quedaban tres minutos, sin embargo los Giants, fueron capaces de anotar un touchdown de último minuto para ganar el juego 17–14. Ha sido considerado por muchos como la mayor sorpresa en un Super Bowl en la historia de la NFL.

##### 2008: Grave lesión
Brady no jugó ningún partido de la pretemporada 2008, a causa de una lesión en el pie derecho, sufrida durante el juego de campeonato de la AFC, en los playoffs 2007.
El 7 de septiembre de 2008, en el primer juego de la temporada regular en contra de los Kansas City Chiefs, durante el primer cuarto, sufrió una grave lesión en la rodilla izquierda, cuando al lanzar un pase largo a Randy Moss, el safety Bernard Pollard, se lanzó hacia la rodilla izquierda doblándola. Brady logró salir a pie del campo, y no regresó al juego. Días después los Patriots confirmaron que se perdería el resto de la temporada con una lesión en la rodilla que requeriría cirugía, y algunas versiones extraoficiales especularon que se rompió los ligamentos medio y cruzado.
Originalmente se esperaba que Brady estuviese listo para el inicio de la pretemporada 2009, sin embargo, su recuperación se retrasó debido a una infección en la rodilla izquierda, ocasionada por la cirugía en la que se le reconstruyeron los ligamentos medio y cruzado. Brady tuvo que ser sometido a un tratamiento con antibióticos para eliminar la infección, además de dos cirugías en la rodilla.
Al final de la temporada de la NFL de 2007, Brady fue incluido en la lista de lesionados de los New England Patriots, con una lesión "probable" en su hombro derecho. A pesar de que ha mantenido su lesión por tres años consecutivos, de alguna forma ha logrado continuar participando en los partidos. Cabe mencionar que tiene la tercera mejor marca de partidos iniciados consecutivamente por un quarterback de la NFL, solo detrás de Peyton Manning y de Brett Favre. La marca de Brady quedó en 128 partidos después de perderse toda la temporada 2008 con una lesión en la rodilla.

##### 2009
En su primer partido oficial al recuperarse de la lesión, Brady jugando en contra de los Buffalo Bills lanzó para 378 yardas y dos touchdowns en el partido inaugural de la temporada 2009 de los New England Patriots. En los minutos finales de ese partido los Patriots iban perdiendo por 24-13 antes de que Brady y Benjamin Watson consiguieran dos touchdowns consecutivos para llevar a la victoria a los Patriots por marcador de 25-24. Brady fue nombrado como el Jugador Ofensivo de la Semana de la AFC por 13.ª ocasión en su carrera.
El 18 de octubre de 2009, en un partido donde se registró una tormenta de nieve tempranera para la época otoñal, Brady impuso una marca para la NFL en un partido en contra de los Tennessee Titans por la mayor cantidad de touchdowns en un solo cuarto, lanzando cinco (dos a Moss, uno a Faulk y dos a Welker), todos ellos en el segundo cuarto. Brady finalizó ese juego con seis touchdowns, empatando su mejor marca, consiguiendo 380 yardas, completando 29 de 34 intentos de pase, terminando con una eficiencia de pase casi perfecta de 152.8. La victoria de los Patriots por marcador final de 59–0 sobre los Titans empató la marca por el mayor margen de victoria desde que se dio la fusión de la AFL-NFL de 1970, imponiendo otra nueva marca de la NFL por la mayor ventaja al llegar al medio tiempo (45–0). De nuevo fue nombrado como el Jugador Ofensivo de la Semana de la AFC.
Brady terminó la temporada regular de 2009 con 4.398 yardas por pase y 28 touchdowns para una eficiencia de pase de 96.2, a pesar de jugar con un dedo roto en la mano derecha (es la mano con la que lanza el balón) y tres costillas fracturadas, lesiones que sufrió a lo largo de la temporada. Fue seleccionado como reservista para el Pro Bowl 2010.

##### 2010: Segundo MVP
El 10 de septiembre de 2010, Brady firmó una extensión de cuatro años de contrato, por 72 millones de dólares, convirtiéndolo en el jugador mejor pagado de la historia de la NFL. La extensión incluyó 48.5 millones de dólares garantizados, y mantendría a Brady con los Patriotas hasta la temporada 2014 de completarse el contrato. Ese mismo día a las 6:30 a. m., Brady, sufrió un accidente automovilístico del cual salió ileso, mientras se dirigía a las instalaciones deportivas de los Patriots, donde más tarde firmó su nuevo contrato.

##### 2011: Otra vez los Giants
En la Semana 1 de la temporada 2011 de la NFL, Brady lanzó para 517 yardas y 4 touchdown, con una interceptación, contra los Miami Dolphins, es la segunda vez que había lanzado para más de 400 yardas o más en un solo juego.
 En el final de la temporada regular contra los Buffalo Bills, Brady se convirtió en el cuarto mariscal de campo en lanzar para 5,000 yardas en una temporada, terminando con 5235 yardas; superando el récord de Dan Marino de 5.084 yardas, pero terminó la temporada en segundo lugar detrás de Drew Brees quien lanzó para 5476 yardas.
Los New England Patriots derrotaron 45-10 a los Denver Broncos en la ronda Divisional. Brady estableció una marca personal en postemporada con 363 yardas por aire, y empató un récord compartido de la NFL de Daryle Lamonica y Steve Young, lanzando para 6 pases de touchdown. Esta victoria es la primera en postemporada desde enero de 2008, y dio a Brady y al entrenador en jefe de los Patriots Bill Belichick posesión de la marca de la NFL para la postemporada un dúo de QB-entrenador con 15. En el juego de Campeonato de la AFC ante los Baltimore Ravens, Brady no pudo lanzar un pase de touchdown por primera vez en 36 partidos, aunque sí logró 239 yardas y anotó un touchdown de 1 yarda por tierra al final del juego. Los Patriots fueron los ganadores del partido ya que el pateador de los Ravens Billy Cundiff fallo un gol de campo que les daba la victoria. Tom Brady y los New England Patriots llegaban así a su quinto Super Bowl desde que él se unió al equipo. En el Super Bowl XLVI, Brady y los Patriots se enfrentaron con los New York Giants, por segunda vez en 5 años. Brady jugó bien, lo que le llevó a empatar el récord de 96 yardas de touchdown en un Super Bowl para cerrar la primera mitad, y en un momento completo 16 pases consecutivos, un récord de Super Bowl. En total, logró 2 touchdowns, una interceptación y fue penalizado por un pase intencional a la tierra en la zona de anotación, lo que lleva a una importante Safety en favor de los Giants. Con un marcador final de 21-17 para los Giants mantendría a Brady sin ganar su cuarto Super Bowl.

##### 2012
Brady comenzó los 16 partidos de la temporada regular de la temporada de la NFL 2012 y llevó a los Patriots a un récord de 12-4. El Patriot anotó 557 puntos totales, el tercero más alto en la historia de la liga y Brady se convirtió en el primer quarterback en llevar a su equipo a 10 títulos de división. Con ese total de puntos, los Patriots se convirtieron en el primer equipo en anotar al menos 500 puntos en una temporada cuatro veces diferentes, con Brady liderando a los cuatro escuadrones (otro récord). Terminó la temporada con 4.827 yardas pasadas, 34 touchdowns, solo 8 intercepciones, y un índice de pasador de 98.7. Fue la tercera temporada consecutiva de Brady lanzando más de 30 touchdowns.
Brady también inició ambos juegos de desempate de los Patriots, ganando contra los Texans de Houston. Con la victoria, Brady superó a Joe Montana para la mayoría de los triunfos en playoffs de carrera, con 17. Los Patriots se molestaron luego por el eventual campeón del Super Bowl Baltimore Ravens, 28-13 en el campeonato de la AFC.
El 25 de febrero de 2013, Brady y los Patriotas acordaron una extensión de contrato de tres años, lo que lo mantendrá con el equipo hasta 2017. [128] Peter King lo llamó un acuerdo "asombroso", ya que Brady tomó solo $ 27 millones en nuevo dinero durante las temporadas 2015, 2016 y 2017, y también señaló que reflejaba el deseo de Robert Kraft de los Patriotas de asegurarse de que Brady retirara un Patriot.

##### 2013
Brady y los Patriotas comenzaron la temporada con mucha agitación en el lado ofensivo del balón con la lesión de Rob Gronkowski, la detención de Aaron Hernández, la salida de Wes Welker a los Denver Broncos y Danny Woodhead a los San Diego Chargers en agencia libre , Y la liberación de Brandon Lloyd. Para reemplazarlos, los Patriots firmaron a Danny Amendola en la agencia libre, reclutaron novatos Aaron Dobson y Josh Boyce, y firmaron al agente libre novato no reclutado Kenbrell Thompkins. En los dos primeros partidos de la temporada, Brady completó el 52% de sus pases y tuvo tres touchdowns y una intercepción.
Brady, que estaba en la búsqueda del récord de Drew Brees de al menos un touchdown en 54 partidos consecutivos de temporada regular, vio la racha terminar en 52 juegos en una derrota de la Semana 5 contra los Bengals de Cincinnati. En un juego de la semana 6 contra los Santos, los Patriots lucharon en la primera mitad y se recuperaron en la segunda con Brady pasando por 269 yardas con un touchdown a Kenbrell Thompkins a medida que expiraba el tiempo para sacar la victoria sobre los Santos.
En la semana 11, Brady enfrentó a Peyton Manning por decimocuarta vez en su carrera. Después de ir a la mitad de arrastrar por 24, Brady y los Patriotas anotó 31 puntos sin respuesta. Los Patriots ganaron después de un golpe de boleto muffed en tiempo extra con un gol de campo de Stephen Gostkowski. Con una victoria de la semana 16 sobre los Ravens, Brady consiguió su 147a victoria como mariscal de campo titular para empatar a Dan Marino en cuarto lugar todo el tiempo, y la semana siguiente derrotó a los Bills para empatar a John Elway en tercera posición.
Los Patriots de Brady terminaron la temporada 12-4, para ganar la segunda semilla en la AFC y un first-round bye. En el enfrentamiento de la Divisional Round contra los Indianapolis Colts, Brady hizo su 25ª aparición en los playoffs, rompiendo el récord de carrera de Brett Favre para los playoffs de un quarterback (Jerry Rice apareció en 29 juegos de playoffs). La semana siguiente, los Patriots perdieron ante los Denver Broncos, eliminando a Brady y los Patriots de los playoffs.

##### 2014: Cuarto anillo y elDeflategate
Brady comenzó la temporada 2014 con una derrota de 33-20 a los Miami Dolphins. Fue la primera derrota en el primer día de apertura de Brady desde 2003. Brady fue bueno para 241 yardas y un touchdown en la derrota. Nueva Inglaterra rebotó contra los Vikingos de Minnesota, pero Brady luchó, lanzando para 149 yardas y un touchdown en una victoria de 30-7. Contra los Raiders de Oakland Brady fue presionado todo el día, pero lanzó para 234 yardas y un touchdown en la victoria 16-9. Después de una humillante derrota de 41-14 contra los Kansas City Chiefs, Brady lideró a Nueva Inglaterra para ganar una contra otra contra los Bengals de Cincinnati y los Buffalo Bills. Brady luego derrotó a los Jets de Nueva York con un rendimiento de 261 yardas que incluyó 3 touchdowns. La semana siguiente, una vergüenza 51-23 de los Osos de Chicago vio a Brady lanzar para 354 yardas y un año de la temporada 5 touchdowns. Después de pasar por 333 yardas y 257 yardas en sus dos siguientes partidos contra los Broncos de Denver y los Colts de Indianápolis respectivamente, Brady derrotó a los Detroit Lions 34-9 con 349 yardas de pases y 2 touchdowns contra solo una intercepción. La racha ganadora de los Patriots fue puesta a prueba contra los Green Bay Packers en la semana 13. Abajo 13-0 temprano, Brady lanzó para 2 touchdowns, sin picks y 245 yardas. Todavía por 26-21, Brady fue incapaz de dar a los Patriots su octava victoria consecutiva. Después de arrastrar 14-3 en los Cargadores de San Diego, Brady reunió a su equipo con 317 yardas que pasaban, 2 touchdowns, y solamente una selección, a una victoria 23-14 del regreso. Brady se adjudicó su récord de la NFL en el 12 ° título de la División Este de la AFC con 287 yardas, 2 touchdowns y una selección. Brady luchó en sus dos juegos finales, lanzando para solo 182 yardas, un touchdown, y una interceptación en la victoria 17-16 contra los Jets y 80 yardas en la mitad del partido final de la temporada regular contra los Buffalo Bills, una derrota de 17-9, aunque Julian Edelman, Rob Gronkowski y tres linieros ofensivos iniciales no jugaron ni la totalidad O la mayoría del juego final, y Brady solo jugó en la primera mitad.
En una victoria de la División 35-31 sobre los Cuervos, Brady lanzó para tres touchdowns y corrió en una cuarta, rompiendo el récord de club de Curtis Martin por apurarse touchdowns en los playoffs; Brady también rompió el récord de Joe Montana para touchdowns de playoffs con 46. Después de que los Ravens anotaran sus dos primeras posesiones, los Patriots cayeron rápidamente 14-0. Brady lideró a Nueva Inglaterra en una jugada de 8, 78 yardas de distancia, y corrió para una puntuación para cortar el liderato de Raven a 14-7. En el segundo cuarto, el pase de touchdown de 15 yardas de Brady a Danny Amendola empató el marcador en 14-14. Después de recuperar la pelota, Brady lanzó una intercepción al final de la primera mitad. Joe Flacco capitalizó en él lanzando una huelga de touchdown de 11 yardas a Owen Daniels para dar a Baltimore una ventaja de medio tiempo 21-14. Abajo 28-14, Brady dirigió una impulsión de 80 yardas, culminando en un touchdown a Rob Gronkowski para cortar la ventaja a 28-21. Con el marcador empatado a los 28, el pateador de los Ravens, Justin Tucker, perforó un gol de campo de 25 yardas para dar a Baltimore una ventaja de 31-28 en el cuarto cuarto. Brady recuperó el balón y lanzó un touchdown de 23 yardas a Brandon LaFell para dar a los Patriots su primera ventaja, arriba 35-31. Después de una intercepción de Duron Harmon y un fracaso de Joe Flacco Hail Mary, Brady consiguió su 9mo juego de campeonato AFC, cuarto en línea consecutiva y el tercer juego de campeonato contra los Colts de Indianápolis. Después de una explosión de 45-7, Brady avanzó a jugar en su sexto Super Bowl, rompiendo un empate con John Elway para la mayoría de las apariciones de Super Bowl de la carrera por un mariscal de campo. En Super Bowl XLIX, Brady completó 37-50 pases para 328 yardas, 4 touchdowns y 2 intercepciones. Guio un regreso de 10 puntos al cuarto cuarto cuando los Patriots derrotaron a los Seahawks de Seattle 28-24 para darle a Brady su cuarto anillo del Super Bowl, empatando con Joe Montana y Terry Bradshaw por la mayoría de las victorias del Super Bowl por un quarterback titular. Fue nombrado MVP del Super Bowl por tercera vez, empatando el récord de Montana en la mayoría de los premios MVP del Super Bowl. Sus 37 pases completos en el juego son un récord del Super Bowl.

##### 2015
En el juego de la NFL Kickoff, Brady llevó a los Patriotas a una victoria 28-21 sobre los Steelers. Lanzó para 288 yardas y cuatro touchdowns, tres de ellos a Rob Gronkowski. La victoria de los Patriots fue la 161ª victoria de la carrera de Brady, todos con los Patriots, que superaron el récord del exmariscal de Green Bay Packers Brett Favre para la mayoría de las victorias de la temporada regular por un mariscal de campo titular con un solo equipo. En la semana 2, Brady siguió su rendimiento de la Semana 1 lanzando para 466 yardas y tres touchdowns contra los Bills. A través de los primeros cinco juegos de la estación, Brady lanzó un total de 14 touchdowns con una intercepción y tenía una calificación del mariscal de 118.4. [148]
A pesar del éxito de Brady, los Patriots fueron golpeados por muchas lesiones a jugadores clave en la ofensiva, incluyendo a Julian Edelman, y los Patriots finalmente perdieron su primer partido en Denver, que estaba sin Peyton Manning, el domingo después del Día de Acción de Gracias después de 10-0. Los Patriots luego perdieron tres de sus cinco partidos restantes para terminar 12-4 por cuarta temporada consecutiva, empatados con los Cincinnati Bengals y Denver Broncos por el mejor récord de la AFC. Denver logró la primera semilla debido a sus victorias sobre los Patriots y los Bengals, mientras que los Patriots terminaron con la segunda cabeza de serie de la AFC debido a tener un mejor récord contra oponentes comunes que Cincinnati. Brady terminó la temporada regular con 36 pases de touchdown y siete intercepciones.
Con un saludable Edelman Julian regresando de una lesión en el pie, los Patriots derrotó a los Chiefs en la ronda divisional por un puntaje de 27-20 después de avanzar con una primera ronda adiós. Los Patriots avanzaron al juego del título de la AFC en Mile High Stadium para enfrentarse a Peyton Manning y los Broncos de Denver. Fue la 17.ª y última reunión entre Brady y su rival Peyton Manning, ya que Manning anunciaría su retiro después de que terminara la temporada. La defensa N.º 1 de los Broncos acosó a Brady, quien completó 27 de 56 pases con dos intercepciones y un touchdown, todo el día, y los Patriots finalmente perdieron el juego 20-18. Luego de que un potencial intento de conversión de dos puntos falló con 17 segundos restantes en la regulación. [149]
El 29 de febrero de 2016, Brady firmó una extensión de contrato de dos años para las temporadas 2018 y 2019.
Tres días después, la NFL apeló la decisión de 2015 del juez Richard M. Berman de suspender la suspensión de cuatro juegos de Brady como castigo por su supuesta participación en el escándalo de Deflategate. En la audiencia del 3 de marzo de 2016 en Nueva York, el panel de tres jueces de la Corte de Apelaciones de los Estados Unidos para el Segundo Circuito interrogó al abogado de la Asociación de Jugadores Jeffrey L. Kessler con más intensidad que el abogado de la NFL Paul Clement, Que "la evidencia de la manipulación de la pelota es convincente, si no abrumadora".
El 25 de abril de 2016, la decisión del juez Richard M. Berman de bloquear la suspensión de cuatro juegos de Brady fue anulada por la Corte de Apelaciones de Estados Unidos. El juez de Circuito Barrington Daniels Parker Jr., unido por el Juez de Circuito Chin, escribió que no podían "adivinar" el arbitraje sino simplemente determinar que "cumplía con las normas legales mínimas establecidas por la Ley de Relaciones Laborales de 1947". ] El juez jefe del Circuito Robert Katzmann dijo que las multas de la NFL por el uso de stickum eran "muy análogas" y que aquí "el Comisionado estaba distribuyendo su propia marca de justicia industrial".
El 23 de mayo de 2016, Brady hizo un llamamiento para que su caso fuera escuchado nuevamente por el Tribunal de Circuito de los Estados Unidos completo. [156] El Tribunal del Segundo Circuito negó la solicitud de Brady para una audiencia en bancarrota el 13 de julio. [157] Dos días después, el viernes 15 de julio de 2016, Brady anunció en su página de Facebook que renunciaría a su pelea de Deflategate y aceptaría su suspensión para los primeros cuatro partidos de la temporada regular de la temporada 2016. Con Brady perdiendo los primeros cuatro partidos de la temporada 2016, esto marcó la primera vez que no comenzó un juego para los Patriots desde que se lesionó tanto a su ACL y MCL a principios del primer juego de la temporada 2008 y posteriormente se vio obligado a perder El resto de esa temporada.

##### 2016: Sanción y quinto título
Cuando todo parecía que iba quedar en el pasado apareció la decisión final de parte del tribunal federal de apelaciones un 25 de abril del 2016 que abolió la anulación del castigo y se decretó que Tom Brady debería cumplir cuatro partidos de suspensión por desinflar balones.

##### 2017: Tercer MVP y tercer subcampeonato
En la Super Bowl LII logró 505 yardas de pase, récord histórico de la Super Bowl. Sin embargo, los Patriots fueron derrotados a manos de los Philadelphia Eagles.

##### 2019: Último año en los Patriots

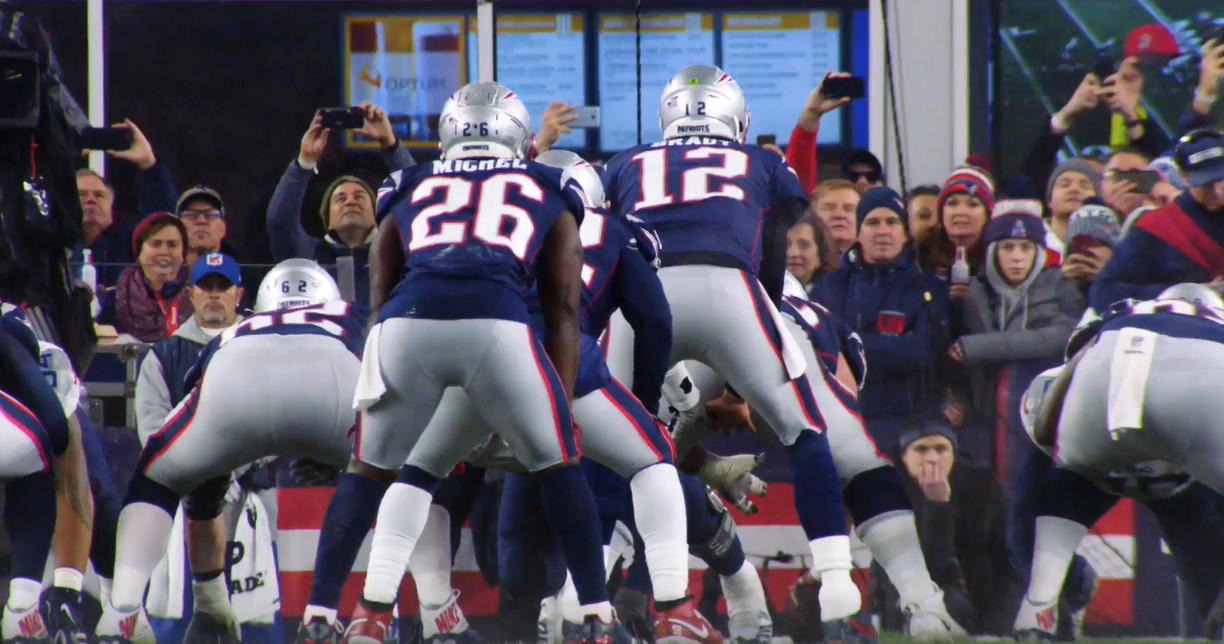
Tom Brady (12), en su último partido con los Patriots.

El 4 de agosto de 2019 firmó una extensión de contrato con los Patriots por dos años y setenta millones de dólares. Sin embargo, el acuerdo incluía la posibilidad de salir a la agencia libre tras la temporada de 2019. Durante la quinta jornada de competición, ante los Washington Redskins, lanzó para 348 yardas y superó a Brett Favre como tercer jugador con más yardas de pase de la historia de la NFL. La semana siguiente superó a Peyton Manning en ese mismo apartado para colocarse segundo en el ranking histórico de yardas de pase, únicamente por detrás de Drew Brees. El 29 de diciembre, en la última jornada de liga, Brady lanzó dos pases de touchdown que le convirtieron en el segundo jugador de la historia con más pases de este tipo, de nuevo solo por detrás de Brees.
Los Patriots llegaron a diciembre como el mejor equipo de toda la NFL, con un balance de 10-1. Sin embargo, las tres derrotas sufridas en el último mes de temporada regular hicieron que el equipo no lograse el bye de primera ronda por primera vez en una década. En la ronda de wild cards los Pats perdieron 13-20 ante los Tennessee Titans y cayeron eliminados a las primeras de cambio por primera vez desde 2009. Brady firmó un 20 de 37 en pases para un total de 209 yardas de pase y una intercepción que fue retornada para touchdown por parte de Logan Ryan en el que fue su último partido con la camiseta de los New England Patriots.
El 17 de marzo de 2020 anunció en sus redes sociales que no regresaría al equipo, poniendo fin a veinte años en la franquicia de Massachusetts.

#### Tampa Bay Buccaneers

##### 2020: Primer año en Tampa y séptimo anillo
El 18 de marzo de 2020 se hizo oficial su fichaje por los Tampa Bay Buccaneers por dos años y cincuenta millones de dólares. Debutó con los Buccaneers el 13 de septiembre ante los New Orleans Saints. En ese partido completó 23 de 36 pases y lanzó para 239 yardas, dos touchdown y dos intercepciones y logró un touchdown de carrera. En su primera temporada en Tampa, Brady hizo un total de 4633 yardas de pase, 40 pases de touchdown (la segunda mejor marca de su carrera) y 12 intercepciones. Llevó a los Buccaneers a sus primeros Playoffs desde 2007, hasta llegar a ganar el Super Bowl LV en su propio estadio.

##### 2021: Récord de yardas de pase y amago de retiro
El 3 de octubre de 2021, Brady se enfrentó por primera vez a los New England Patriots. En ese partido, disputado en el Gillette Stadium, superó a Drew Brees y se convirtió en el jugador con más yardas de pase de la historia de la NFL. Los Buccaneers vencieron 17-19 a los Patriots y Brady se unió a Brett Favre, Peyton Manning y al propio Brees como únicos quarterback con victorias ante todos los equipos de la liga.
En la ronda divisional, los Bucs cayeron eliminados a manos de Los Angeles Rams. En ese partido Brady completó 30 de 54 pases para 329 yardas, un touchdown y una intercepción. Tras la eliminación de su equipo se dispararon los rumores sobre su posible retirada y el 1 de febrero de 2022, después de que unos días antes fuera filtrada la noticia, Brady anunció oficialmente su retiro a través de redes sociales.

##### 2022: Regreso y retirada definitiva
El 13 de marzo de 2022 bajo una publicación en Instagram dijo que volvía del retiro para jugar su temporada número 23 con Tampa Bay. Brady aseguró que no piensa retirarse en un futuro cercano.
Tras una temporada llena de altibajos, el 1 de febrero del 2023 a través de las redes sociales, anunció su retiro definitivo tras 24 años de carrera diciendo que "se retiraba para siempre" Ese mismo día se anunció que firmó un contrato con Fox Sports por 10 años y 375 millones de dólares para ser comentarista en dicha cadena deportiva.

#### 2023: Homenaje de los Patriots
Los New England Patriots rindieron homenaje a Tom Brady, una de las leyendas más grandes de la NFL, durante la semana 1 de la temporada 2023/2024. Brady, considerado uno de los mejores jugadores de todos los tiempos, pasó la mayoría de su carrera con los Patriots, donde ganó seis Super Bowls y recibió numerosos premios y reconocimientos. Este homenaje reconoció su impacto y éxito en la liga, y se llevó a cabo durante el medio tiempo del partido entre los Patriots y los Philadelphia Eagles. Tom Brady es ampliamente reconocido como uno de los mariscales de campo más exitosos y prolíficos en la historia de la NFL.

## Vida personal

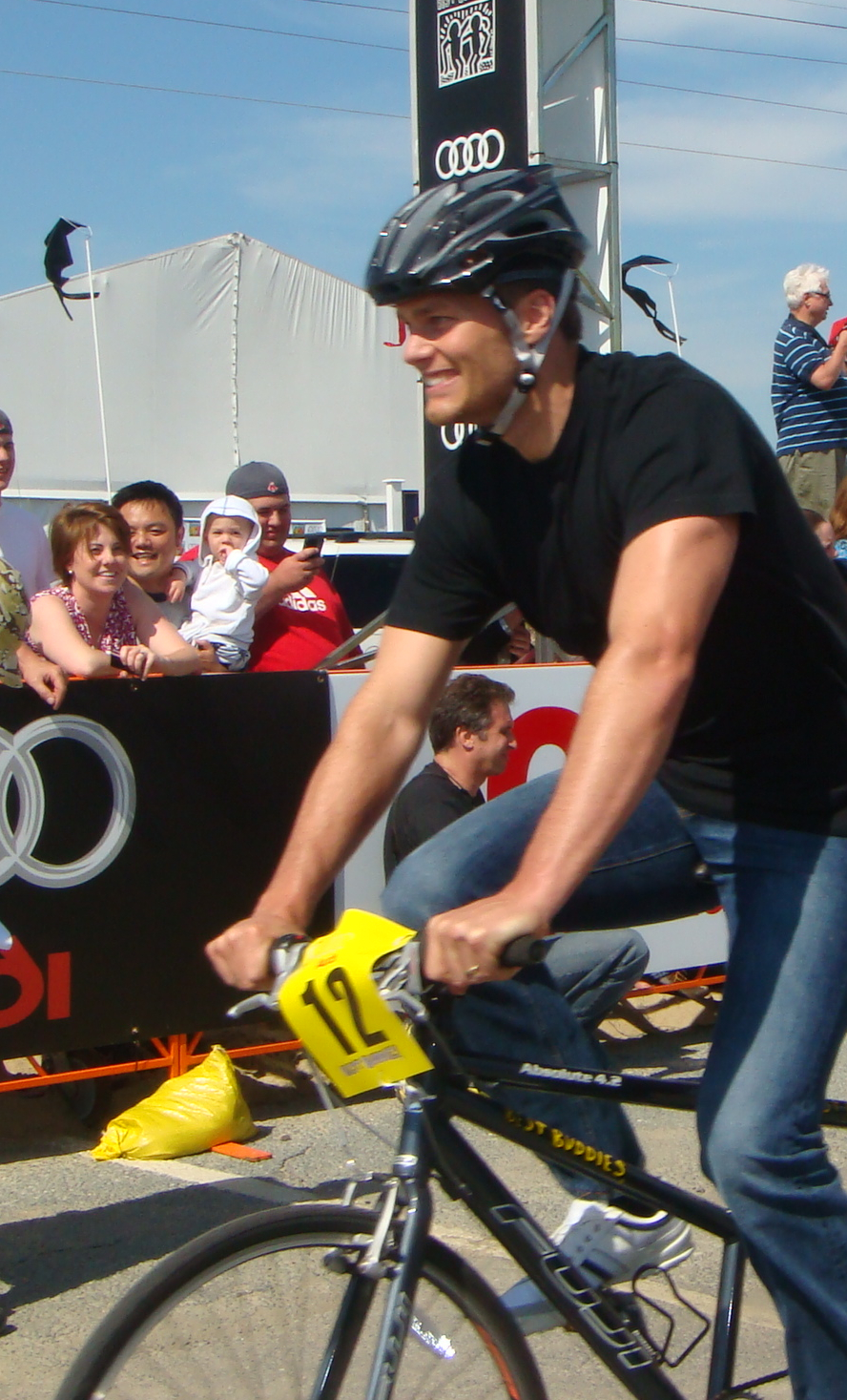
Tom Brady en un evento de caridad de la organización Best Buddies International realizado en mayo de 2009.

Brady mantuvo una relación sentimental con la actriz Bridget Moynahan desde 2004 hasta finales de 2006. El 18 de febrero de 2007, Moynahan confirmó a la revista People que se encontraba con un embarazo de más de tres meses, y que el padre del niño era Brady. Sin embargo, ambos terminaron su relación a principios de diciembre de 2006, alrededor de la fecha en que Moynahan quedó embarazada. El 22 de agosto de 2007, el jugador estuvo presente en el hospital Saint John’s Health Center en Santa Mónica, cuando su hijo, John Edward Thomas Moynahan, nació. A partir del año 2006, ha mantenido una relación con la modelo brasileña Gisele Bündchen. Se informó que la pareja se había comprometido la noche de Navidad de 2008, sin embargo nunca se confirmó oficialmente la noticia. El padre de Brady y la hermana gemela de Bündchen negaron los rumores del compromiso e indicaron que eran falsos. No obstante, el 26 de febrero de 2009, varias agencias de noticias informaron que Brady y Bündchen habían intercambiado votos en una ceremonia íntima celebrada en Santa Mónica, California. El 19 de junio se publicaron varias noticias que apuntaban que Bündchen estaba embarazada y el 11 de septiembre Brady confirmó la noticia a ESPN e indicó que el parto sería en diciembre. Es así que el 8 de diciembre de 2009 nació el primer hijo de la pareja, un varón. Diez días después Bündchen escribió un mensaje a través de su página web indicando que su hijo había sido bautizado con el nombre de Benjamin Bündchen Brady. En 2012, nació su segunda hija en común con la modelo. La niña, Vivian Lake Brady, nació en diciembre como su hermano.
A finales de agosto de 2022 se empezó a hablar de una fuerte crisis matrimonial, debido a que a su esposa no le agradaba la idea de que Brady volviera a jugar. El 28 de octubre de 2022 anunciaron su divorcio por mutuo acuerdo.
Brady lleva una dieta mayormente de frutas, champiñones, tomates, pimientos, berenjenas, café, azúcar o harina blanca, gluten, lácteos , soda, cereal, arroz blanco, patatas y pan.
Tom Brady también ha aparecido en diversos programas de televisión y películas. En 2005 apareció en Saturday Night Live, y prestó su voz para el episodio de Los Simpson «Homer and Ned's Hail Mary Pass». Al año siguiente vuelve a prestar su voz para el episodio de Padre de familia «Juegos de patriotas». En 2009 hizo su aparición en un episodio de la sexta temporada de la serie Entourage. En 2015 hizo un cameo en las películas Entourage y Ted 2.

## Estadísticas
|         | Líder de la liga                                        |
|         | Récord de la NFL                                        |
|         | Denota temporada en la que fue campeón de la Super Bowl |
|         | Denota MVP de la Temporada de la NFL                    |
|         | Denota MVP del Super Bowl                               |
| Negrita | Máximo de carrera                                       |

### Temporada regular
| Año   | Equipo | Partidos | Partidos | Partidos | Pase  | Pase   | Pase | Pase   | Pase | Pase | Pase | Pase  | Pase | Carrera | Carrera | Carrera | Carrera | Fumbles | Fumbles |
| Año   | Equipo | PJ       | PT       | Récord   | Comp  | Att    | Pct  | Yds    | Avg  | TD   | Int  | Rate  | Sks  | Att     | Yds     | Avg     | TD      | Fum     | Lost    |
| ----- | ------ | -------- | -------- | -------- | ----- | ------ | ---- | ------ | ---- | ---- | ---- | ----- | ---- | ------- | ------- | ------- | ------- | ------- | ------- |
| 2000  | NE     | 1        | 0        | 0-0      | 1     | 3      | 33.3 | 6      | 2.0  | 0    | 0    | 42.4  | 0    | 0       | 0       | 0       | 0       | 0       | 0       |
| 2001  | NE     | 15       | 14       | 11-3     | 264   | 413    | 63.9 | 2,843  | 6.9  | 18   | 12   | 86.5  | 41   | 36      | 43      | 1.2     | 0       | 12      | 3       |
| 2002  | NE     | 16       | 16       | 9-7      | 373   | 601    | 62.1 | 3,764  | 6.3  | 28   | 14   | 85.7  | 31   | 42      | 110     | 2.6     | 1       | 11      | 5       |
| 2003  | NE     | 16       | 16       | 14-2     | 317   | 527    | 60.2 | 3,620  | 6.9  | 23   | 12   | 85.9  | 32   | 42      | 63      | 1.5     | 1       | 13      | 5       |
| 2004  | NE     | 16       | 16       | 14-2     | 288   | 474    | 60.8 | 3,692  | 7.8  | 28   | 14   | 92.6  | 26   | 43      | 28      | 0.7     | 0       | 7       | 5       |
| 2005  | NE     | 16       | 16       | 10-6     | 334   | 530    | 63.0 | 4,110  | 7.8  | 26   | 14   | 92.3  | 26   | 27      | 89      | 3.3     | 1       | 4       | 3       |
| 2006  | NE     | 16       | 16       | 12-4     | 319   | 516    | 61.8 | 3,529  | 6.8  | 24   | 12   | 87.9  | 26   | 49      | 102     | 2.1     | 0       | 12      | 4       |
| 2007  | NE     | 16       | 16       | 16-0     | 398   | 578    | 68.9 | 4,806  | 8.3  | 50   | 8    | 117.2 | 21   | 37      | 98      | 2.6     | 2       | 6       | 4       |
| 2008  | NE     | 1        | 1        | 1-0      | 7     | 11     | 63.6 | 76     | 6.9  | 0    | 0    | 83.9  | 0    | 0       | 0       | 0       | 0       | 0       | 0       |
| 2009  | NE     | 16       | 16       | 10-6     | 371   | 565    | 65.7 | 4,398  | 7.8  | 28   | 13   | 96.2  | 16   | 29      | 44      | 1.5     | 1       | 4       | 2       |
| 2010  | NE     | 16       | 16       | 14-2     | 324   | 492    | 65.9 | 3,900  | 7.9  | 36   | 4    | 111.0 | 25   | 31      | 30      | 1.0     | 1       | 3       | 1       |
| 2011  | NE     | 16       | 16       | 13-3     | 401   | 611    | 65.6 | 5,235  | 8.6  | 39   | 12   | 105.6 | 32   | 43      | 109     | 2.5     | 3       | 6       | 2       |
| 2012  | NE     | 16       | 16       | 12-4     | 401   | 637    | 63.0 | 4,827  | 7.6  | 34   | 8    | 98.7  | 27   | 23      | 32      | 1.4     | 4       | 2       | 0       |
| 2013  | NE     | 16       | 16       | 12-4     | 380   | 628    | 60.5 | 4,343  | 6.9  | 25   | 11   | 87.3  | 40   | 32      | 18      | 0.6     | 0       | 9       | 3       |
| 2014  | NE     | 16       | 16       | 12-4     | 373   | 582    | 64.1 | 4,109  | 7.1  | 33   | 9    | 97.4  | 21   | 36      | 57      | 1.6     | 0       | 6       | 3       |
| 2015  | NE     | 16       | 16       | 12-4     | 402   | 624    | 64.4 | 4,770  | 7.6  | 36   | 7    | 102.2 | 38   | 34      | 53      | 1.6     | 3       | 6       | 2       |
| 2016  | NE     | 12       | 12       | 11-1     | 291   | 432    | 67.4 | 3,554  | 8.2  | 28   | 2    | 112.2 | 15   | 28      | 64      | 2.3     | 0       | 5       | 0       |
| 2017  | NE     | 16       | 16       | 13-3     | 385   | 581    | 66.3 | 4,577  | 7.9  | 32   | 8    | 102.8 | 35   | 25      | 28      | 1.1     | 0       | 7       | 3       |
| 2018  | NE     | 16       | 16       | 11-5     | 375   | 570    | 65.8 | 4,355  | 7.6  | 29   | 11   | 97.7  | 21   | 23      | 35      | 1.5     | 2       | 4       | 2       |
| 2019  | NE     | 16       | 16       | 12-4     | 373   | 613    | 60.8 | 4,057  | 6.6  | 24   | 8    | 88.0  | 27   | 26      | 34      | 1.3     | 3       | 4       | 1       |
| 2020  | TB     | 16       | 16       | 11-5     | 401   | 610    | 65.7 | 4,633  | 7.6  | 40   | 12   | 102.2 | 21   | 30      | 6       | 0.2     | 3       | 4       | 1       |
| 2021  | TB     | 17       | 17       | 13-4     | 485   | 719    | 67.5 | 5,316  | 7.4  | 43   | 12   | 102.1 | 22   | 28      | 81      | 2.9     | 2       | 4       | 3       |
| Total | Total  | 318      | 316      | 243-73   | 7,263 | 11,317 | 64.2 | 84,520 | 7.5  | 624  | 203  | 97.6  | 543  | 667     | 1,189   | 1.7     | 27      | 129     | 52      |

### Playoffs
| Temporada | Equipo  | Partidos | Registro (V-D) | PT | Pases | Pases | Pases | Pases  | Pases | Pases | Pases | Pases | Pases  | Carreras | Carreras | Carreras | Carreras | Carreras | Sacks | Sacks | Fumbles | Fumbles |
| Temporada | Equipo  | Partidos | Registro (V-D) | PT | Comp  | Att   | Pct   | Yds    | YPA   | Lg    | TD    | Int   | Índice | Att      | Yds      | Prom     | Lg       | TD       | Cap   | Yds   | Fum     | Perd    |
| --------- | ------- | -------- | -------------- | -- | ----- | ----- | ----- | ------ | ----- | ----- | ----- | ----- | ------ | -------- | -------- | -------- | -------- | -------- | ----- | ----- | ------- | ------- |
| 2001      | NE      | 3        | 3-0            | 3  | 60    | 97    | 61,9  | 572    | 5,9   | 29    | 1     | 1     | 77,3   | 8        | 22       | 2,8      | 6        | 1        | 5     | 36    | 1       | 0       |
| 2003      | NE      | 3        | 3-0            | 3  | 75    | 126   | 59,5  | 792    | 6,3   | 52    | 5     | 2     | 84,5   | 12       | 18       | 1,5      | 12       | 0        | 0     | 0     | 0       | 0       |
| 2004      | NE      | 3        | 3-0            | 3  | 55    | 81    | 67,9  | 587    | 7,2   | 60    | 5     | 0     | 109,4  | 7        | 3        | 0,4      | 3        | 1        | 7     | 57    | 1       | 1       |
| 2005      | NE      | 2        | 1-1            | 2  | 35    | 63    | 55,6  | 542    | 8,6   | 73    | 4     | 2     | 92,2   | 3        | 8        | 2,7      | 7        | 0        | 4     | 12    | 2       | 0       |
| 2006      | NE      | 3        | 2-1            | 3  | 70    | 119   | 58,9  | 724    | 6,1   | 49    | 5     | 4     | 76,5   | 8        | 18       | 2,3      | 12       | 0        | 4     | 22    | 2       | 0       |
| 2007      | NE      | 3        | 2-1            | 3  | 77    | 109   | 70,6  | 737    | 6,8   | 53    | 6     | 3     | 96,0   | 4        | -1       | -0,3     | 2        | 0        | 8     | 52    | 1       | 1       |
| 2009      | NE      | 1        | 0-1            | 1  | 23    | 42    | 54,8  | 154    | 3,7   | 24    | 2     | 3     | 49,1   | 0        | 0        | 0        | 0        | 0        | 3     | 22    | 1       | 1       |
| 2010      | NE      | 1        | 0-1            | 1  | 29    | 45    | 64,4  | 299    | 6,6   | 37    | 2     | 1     | 89,0   | 2        | 2        | 1,0      | 3        | 0        | 5     | 40    | 1       | 0       |
| 2011      | NE      | 3        | 2-1            | 3  | 75    | 111   | 67,6  | 878    | 7,9   | 61    | 8     | 4     | 100,4  | 9        | 10       | 1,1      | 4        | 1        | 3     | 15    | 0       | 0       |
| 2012      | NE      | 2        | 1-1            | 2  | 54    | 94    | 57,4  | 664    | 7,1   | 47    | 4     | 2     | 84,7   | 3        | 4        | 1,3      | 3        | 0        | 1     | 9     | 0       | 0       |
| 2013      | NE      | 2        | 1-1            | 2  | 37    | 63    | 58,7  | 475    | 7,5   | 53    | 1     | 0     | 87,7   | 3        | 6        | 2,0      | 8        | 1        | 4     | 34    | 1       | 0       |
| 2014      | NE      | 3        | 3-0            | 3  | 93    | 135   | 68,9  | 921    | 6,8   | 46    | 10    | 4     | 100,3  | 9        | 13       | 1,4      | 9        | 1        | 4     | 24    | 0       | 0       |
| 2015      | NE      | 2        | 1-1            | 2  | 55    | 98    | 56,1  | 612    | 6,2   | 42    | 3     | 2     | 76,6   | 9        | 19       | 2,1      | 11       | 1        | 4     | 18    | 0       | 0       |
| 2016      | NE      | 3        | 3-0            | 3  | 93    | 142   | 65,5  | 1137   | 8,0   | 48    | 7     | 3     | 97,7   | 9        | 13       | 1,4      | 15       | 0        | 9     | 42    | 0       | 0       |
| 2017      | NE      | 3        | 2-1            | 3  | 89    | 139   | 64,0  | 1132   | 8,1   | 50    | 8     | 0     | 108.6  | 7        | 8        | 1.1      | 6        | 0        | 4     | 17    | 1       | 1       |
| 2018      | NE      | 3        | 3-0            | 3  | 85    | 125   | 68.0  | 953    | 7.6   | 35    | 2     | 3     | 85.8   | 5        | −4       | −0.8     | 0        | 0        | 1     | 9     | 1       | 0       |
| 2019      | NE      | 1        | 0-1            | 1  | 20    | 37    | 54.1  | 209    | 5.6   | 29    | 0     | 1     | 59.4   | 0        | 0        | 0        | 0        | 0        | 0     | 0     | 0       | 0       |
| 2020      | TB      | 4        | 4–0            | 4  | 81    | 138   | 58.7  | 1,061  | 7.7   | 52    | 10    | 3     | 98.1   | 13       | −3       | −0.2     | 2        | 1        | 6     | 37    | 2       | 0       |
| 2021      | TB      | 2        | 1-1            | 2  | 59    | 91    | 64.8  | 600    | 6.6   | 55    | 3     | 1     | 90.0   | 1        | 0        | 0.0      | 0        | 0        | 7     | 49    | 1       | 1       |
| Carrera   | Carrera | 47       | 35–12          | 47 | 1,165 | 1,855 | 62.8  | 13,049 | 7.0   | 73    | 86    | 39    | 90.4   | 114      | 133      | 1.2      | 15       | 7        | 79    | 495   | 15      | 5       |

### Super Bowl
| Temporada | Edición | Equipo | Rival | Resultado | Pases | Pases | Pases | Pases | Pases | Pases | Pases | Pases | Pases  | Carreras | Carreras | Carreras | Carreras | Carreras | Sacks | Sacks | Fumbles | Fumbles |
| Temporada | Edición | Equipo | Rival | Resultado | Comp  | Att   | Pct   | Yds   | YPA   | Lg    | TD    | Int   | Índice | Att      | Yds      | Prom     | Lg       | TD       | Cap   | Yds   | Fum     | Perd    |
| --------- | ------- | ------ | ----- | --------- | ----- | ----- | ----- | ----- | ----- | ----- | ----- | ----- | ------ | -------- | -------- | -------- | -------- | -------- | ----- | ----- | ------- | ------- |
| 2001      | XXXVI   | NE     | LAR   | G 20-17   | 16    | 27    | 59.3  | 145   | 5.4   | 23    | 1     | 0     | 86.2   | 1        | 3        | 3.0      | 3        | 0        | 1     | 7     | 0       | 0       |
| 2003      | XXXVIII | NE     | CAR   | G 32-29   | 32    | 48    | 66.7  | 354   | 7.4   | 52    | 3     | 1     | 100.5  | 2        | 12       | 6.0      | 12       | 0        | 0     | 0     | 0       | 0       |
| 2004      | XXXIX   | NE     | PHI   | G 24-21   | 23    | 33    | 69.7  | 236   | 7.2   | 27    | 2     | 0     | 110.2  | 1        | −1       | −1.0     | -1       | 0        | 2     | 17    | 1       | 1       |
| 2007      | XLII    | NE     | NYG   | P 17-14   | 29    | 48    | 60.4  | 266   | 5.5   | 19    | 1     | 0     | 82.5   | 0        | 0        | 0        | 0        | 0        | 5     | 37    | 1       | 1       |
| 2011      | XLVI    | NE     | NYG   | P 21-17   | 27    | 41    | 65.9  | 276   | 6.7   | 21    | 2     | 1     | 91.5   | 0        | 0        | 0        | 0        | 0        | 2     | 10    | 0       | 0       |
| 2014      | XLIX    | NE     | SEA   | G 28-24   | 37    | 50    | 74.0  | 328   | 6.6   | 23    | 4     | 2     | 101.1  | 2        | −3       | −1.5     | 1        | 0        | 1     | 8     | 0       | 0       |
| 2016      | LI      | NE     | ATL   | G 34-28   | 43    | 62    | 69.4  | 466   | 7.5   | 28    | 2     | 1     | 95.2   | 1        | 15       | 15.0     | 15       | 0        | 5     | 24    | 0       | 0       |
| 2017      | LII     | NE     | PHI   | P 41-33   | 28    | 48    | 58.3  | 505   | 10.5  | 50    | 3     | 0     | 115.4  | 1        | 6        | 6.0      | 6        | 0        | 1     | 5     | 1       | 1       |
| 2018      | LIII    | NE     | LAR   | G 13-3    | 21    | 35    | 60.0  | 262   | 7.5   | 29    | 0     | 1     | 71.3   | 2        | -2       | -1.0     | -1       | 0        | 1     | 9     | 1       | 0       |
| 2020      | LV      | TB     | KC    | G 31-9    | 21    | 29    | 72.4  | 201   | 6.9   | 31    | 3     | 0     | 125.8  | 4        | -2       | -0.5     | 0        | 0        | 1     | 6     | 1       | 0       |
| Carrera   | Carrera | 10     | 10    | 7-3       | 256   | 392   | 65.3  | 2,838 | 7.2   | 52    | 18    | 6     | 95.6   | 14       | 28       | 2.0      | 15       | 0        | 18    | 123   | 5       | 2       |

## Palmarés y distinciones

### Palmarés
| Equipo(s)                | Equipo(s)            | National Football League | National Football League | National Football League                             | National Football League | National Football League | National Football League                                                                             | National Football League | National Football League | Campeonato Divisional I de la NCCA | Campeonato Divisional I de la NCCA | Campeonato Divisional I de la NCCA | Campeonato Divisional I de la NCCA | Campeonato Divisional I de la NCCA | Campeonato Divisional I de la NCCA | Total |
| Equipo(s)                | Equipo(s)            | Nacional                 | Nacional                 | Conferencia                                          | Conferencia              | Conferencia              | Divisional                                                                                           | Divisional               | Divisional               | Conferencia                        | Conferencia                        | Bowls                              | Bowls                              | Bowls                              | Bowls                              | Total |
| ------------------------ | -------------------- | ------------------------ | ------------------------ | ---------------------------------------------------- | ------------------------ | ------------------------ | --- | ------------------------ | ------------------------ | ---------------------------------- | ---------------------------------- | ---------------------------------- | ---------------------------------- | ---------------------------------- | ---------------------------------- | ----- |
| Equipo(s)                | Equipo(s)            | Súper Bowl               | Subtotal                 | Americana                                            | Nacional                 | Subtotal                 | AFC Este                                                                                             | NFC Sur                  | Subtotal                 | Big Ten Conference                 | Subtotal                           | Rose Bowl (Campeón Nacional)       | Citrus Bowl                        | Orange Bowl                        | Subtotal                           | Total |
| Bandera de Massachusetts | New England Patriots |                          | 6                        | 2001, 2003, 2004, 2007, 2011, 2014, 2016, 2017, 2018 | -                        | 9                        | 2001, 2003, 2004, 2005, 2006, 2007, 2009, 2010, 2011, 2012, 2013, 2014, 2015, 2016, 2017, 2018, 2019 | -                        | 17                       | -                                  | -                                  | -                                  | -                                  | -                                  | -                                  | 32    |
| Bandera de Florida       | Tampa Bay Buccaneers |                          | 1                        | -                                                    | 2020                     | 1                        | - | 2021                     | 1                        | -                                  | -                                  | -                                  | -                                  | -                                  | -                                  | 3     |
| Bandera de Míchigan      | Michigan Wolverines  | -                        | -                        | -                                                    | -                        | -                        | - | -                        | -                        | 1997                               | 1                                  | 1997                               | 1998                               | 1999                               | 3                                  | 4     |
| Total                    | Total                | 7                        | 7                        | 10                                                   | 10                       | 10                       | 18                                                                                                   | 18                       | 18                       | 4                                  | 4                                  | 4                                  | 4                                  | 4                                  | 4                                  | 39    |

### Distinciones
| Premio                                     | Año                               |
| ------------------------------------------ | --------------------------------- |
| Jugador más valioso del Super Bowl         | 2002, 2004, 2015, 2017, 2021      |
| Jugador más valioso de la NFL              | 2007, 2010, 2017                  |
| Jugador Ofensivo del Año de la NFL         | 2007, 2010                        |
| Bert Bell                                  | 2007                              |
| Premio NFL al Jugador del año por regreso  | 2009                              |
| Distinción                                 | Año                               |
| Pro Bowl                                   | 2001, 2004, 2005, 2007, 2009-2018 |
| Líder en pases de touchdown de la NFL      | 2002, 2005, 2010, 2015            |
| Sporting News Deportista del año           | 2004, 2007                        |
| Líder asistente en yardas aéreas de la NFL | 2005, 2007, 2017                  |
| Selección segundo equipo All-Pro           | 2005, 2016                        |
| Sports Illustrated Deportista del año      | 2005                              |
| Líder en eficiencia de pases de la NFL     | 2007, 2010                        |
| Selección primer equipo All-Pro            | 2007, 2010, 2017                  |
| Associated Press Atleta del año            | 2007                              |
| Equipo NFL de la Década de 2000            | 2010                              |

## Récords

### Temporada regular
- Más victorias para un mariscal de campo: 243[78]
- Mejor relación touchdown-intercepción en una temporada: 28:2[79]
- Mas victorias de visita por un quarterback: 110[80]
- Más victorias en casa por un quarterback: 133[81]
- Mejor porcentaje de victorias para un mariscal de campo con al menos 100 partidos disputados: 76,9%
- Único quarterback en obtener tres partidos consecutivos con más de 300 yardas aéreas, más de 3 pases de touchdown y cero intercepciones.[82]
- Quarterback más veterano en liderar la liga en yardas aéreas: 44 años[83]
- Más yardas aéreas en una temporada para un quarterback de 40 años o más: 5,316[83]
- Más pases de touchdown: 624
- Mas juegos con al menos 1 pase de touchdown: 275
- Mas juegos con 2 o más pases de touchdown: 198
- Mas juegos con 3 o más pases de touchdown: 101
- Mas juegos con 4 o más pases de touchdown: 39
- Mas jugadores distintos a los que le lanzó pases de touchdown: 90
- Más pases de touchdown con solo equipo: 541[84]
- Más temporadas con 35 o más pases de touchdown: 6
- Más temporadas con 40 o más pases de touchdown: 3 (empatado)
- Quarterback más veterano en ganar el NFL MVP: 40 años (2017)[85]
- Más yardas aéreas para pase en la carrera: 84,520
- Más yardas aéreas para pase con un solo equipo: 70,571[85]
- Jugador con más partidos de titular: 316
- Jugador con más partidos disputados (sin ser pateador): 318
- Único jugador con 40 o más pases de touchdown en una temporada para ambas conferencias: AFC (50; 2007) y NFC (40; 2020 y 43; 2021)
- Es uno de cuatro mariscales de campo en ganar al menos un partido contra las 32 franquicias de la NFL, los otros Brett Favre, Drew Brees y Peyton Manning.
- Primero y segundo en la lista de victorias para un quarterback a un solo equipo: 33 a los Bills y 30 a los Jets.
- Jugador con más selecciones al Pro Bowl: 15.

### Postemporada
- Más partidos disputados: 47[86][87]
- Más partidos iniciados: 47[88]
- Más partidos ganados como quaterback titular: 35[88]
- Más victorias consecutivas al comienzo de una carrera por un quaterback titular: 10 (2001, 2003–2005)
- Más victorias en casa por un quaterback titular: 21 (2001–2021
- Más victorias consecutivas en casa por un quaterback titular: 8 (2001–2007), compartido con Jim Kelly
- Más victorias de visita por un quaterback titular: 7 (2001–2021)
- Más pases de touchdown: 86[89]
- Más yardas aéreas: 13,049[90]
- Más yardas aéreas en un juego de playoff: 505 (Super Bowl LII)[91]
- Más pases completos: 1.165[92]
- Más intentos de pases: 1,855[92]
- Más pases interceptados: 39[93]
- Más títulos divisionales ganados por un quaterback titular: 18[88]
- Más títulos divisionales de la AFC ganados por un quaterback titular: 17 (AFC Este)
- Más títulos divisionales consecutivos ganados por un quaterback titular: 11 (2009 -2019 AFC Este)
- Más apariciones en Campeonatos NFL de Conferencia por un quaterback titular: 14[94]
- Más apariciones en Campeonatos de la AFC por un quaterback titular: 13
- Más apariciones consecutivas en Campeonatos NFL de Conferencia por un quaterback titular: 8 (2011-2018)
- Más apariciones consecutivas en Campeonatos de la AFC por un quaterback titular: 8 (2011-2018)
- Más victorias en Campeonatos NFL de Conferencia por un quaterback titular: 10[95]
- Más victorias en Campeonatos de la AFC por un quaterback titular: 9
- Es uno de dos mariscales de campo en ganar al menos un campeonato de conferencia para la AFC y para la NFC, el otro Craig Morton.
- Quarterback más veterano en ganar un título de la AFC: 41 años, 5 meses, 17 días
- Quarterback más veterano en ganar un título de la NFC: 43 años, 174 días
- Más partidos con más de 300 yardas aéreas: 18[92]
- Más partidos dirigidos a la victoria: 14
- Más remontadas en el último cuarto: 9
- Más pases de multi-touchdown: 28[95]

### Temporada regular y postemporada combinadas
- Más campeonatos de la NFL para un jugador: 7
- Más campeonatos en la historia del fútbol americano profesional para un jugador: 7 (compartido con Otto Graham)
- Más partidos disputados para un mariscal de campo: 365
- Más partidos de titular para un mariscal de campo: 363
- Más partidos disputados para un jugador (sin ser pateador): 365
- Más partidos de titular para un jugador: 363
- Más partidos ganados como quaterback titular: 278
- Más partidos ganados para un jugador: 278
- Mejor porcentaje de victorias para un mariscal de campo con al menos 100 partidos disputados: 76,6%
- Más pases de touchdown: 710
- Más yardas aéreas: 97,569
- Más pases completos: 8,428
- Más intentos de pases: 13,172
- Más partidos dirigidos a la victoria: 67
- Más remontadas en el último cuarto: 51
- Mas jugadores distintos a los que le lanzó pases de touchdown: 92

### Super Bowl
- Más apariciones en Super Bowl: 10[96]
- Más títulos ganados en Super Bowl: 7
- Quarterback con más títulos ganados en Super Bowl: 7
- Más títulos ganados en Super Bowl para un solo equipo: 6 con New England Patriots
- Jugador con más MVP del Super Bowl: 5.
- Único jugador en ganar al menos un MVP del Super Bowl con dos franquicias: 2001, 2003, 2014 y 2016 con los Patriots; y 2020 con los Buccaneers.
- Único jugador en ganar al menos un MVP del Super Bowl para ambas conferencias: 2001, 2003, 2014 y 2016 para la AFC; y 2020 para la NFC.

- Es el único mariscal de campo en ganar el Super Bowl tanto para la AFC como para la NFC.
- Es uno de dos mariscales de campo en ganar un Super Bowl para dos equipos separados, el otro es Peyton Manning.
- Es uno de tres mariscales de campo en ganar un Super Bowl antes de cumplir 25 años, los otros Ben Roethlisberger y Patrick Mahomes.
- Es el mariscal de campo más joven en ganar dos Super Bowl: 26 años y 182 días.
- Es el mariscal de campo más joven en ganar tres Super Bowl: 27 años y 187 días.
- Es uno de dos mariscales de campo en ganar un Super Bowl en su primer año de titular, el otro Kurt Warner.
- Es uno de dos mariscales de campo en ganar un Super Bowl en su primer año con un nuevo equipo, el otro Matthew Stafford.
- Primer mariscal de campo en ganar un Super Bowl en su propio estadio.
- Es uno de dos mariscales de campo en ganar un Super Bowl en su propio estadio, el otro Matthew Stafford.
- Es el único mariscal de campo en ganar al menos un Super Bowl en tres décadas distintas. SB XXXVI, XXXVIII y XXXIX en la década del 2000; SB XLIX, LI y LIII en la década del 2010; y SB LV en la década del 2020.
- Más pases de touchdown: 21[97]
- Más yardas aéreas 3,039[91]
- Más pases completos: 277[91]
- Más intentos de pase: 421[91]
- Más victorias como Quarterback titular: 7
- Más pases completos en la primera mitad de un Super Bowl: 20 (XLIX)[98]
- Más pases completos en un Super Bowl: 43 (LI)
- Más intentos de pase en un Super Bowl: 62 (LI)
- Más yardas aéreas por carrera en un Super Bowl: 505 (LII)[91]
- Más pases intentados sin intercepción en un Super Bowl: 48 (XLII & LII)[99]
- Quarterback más veterano en iniciar un Super Bowl: 43 años, 6 meses, 5 días
- Quarterback más veterano en ganar un Super Bowl: 43 años, 6 meses, 5 días
- Más terminaciones consecutivas en Super Bowl: 16 (XLVI)[99]